# Bactrocera fuscohumeralis
Bactrocera fuscohumeralis
 es una especie de díptero que Neal L. Evenhuis describió por primera vez en 1999. Bactrocera fuscohumeralis pertenece al género Bactrocera de la familia Tephritidae.  